# Carlos Otto

Carlos Otto

Friedrich Victor Carl Otto (* 7. März 1838 in Mirador, Mexiko, als Frederico Victor Carlos Otto; † 13. November 1897 in Ahrweiler), kurz Carlos oder Carl Otto, war ein deutscher Chemiker und Unternehmer. Als Schüler Justus von Liebigs entwickelte er die Gewinnung von Nebenprodukten bei der Verkokung von Kohle und wurde damit zu einem Wegbereiter der Kohlechemie. Er war Mitbegründer des Unternehmens Dr. C. Otto & Comp. zur Herstellung feuerfester Werkstoffe.

## Leben

### Herkunft und Ausbildung
Otto wurde 1838 als Sohn des ehemaligen hessischen Landrichters Johann Ludwig Otto (1797–1840) und dessen Ehefrau Bertha Otto geb. Raven (1805–1884) in Mexiko geboren, wo der Vater als politischer Flüchtling seit 1835 als Unternehmer und Landwirt tätig war. Das Paar hatte noch einen älteren Sohn Bruno (1829–1904), der später als Eisenbahningenieur tätig war.
Nach dem Tod des Vaters, der bei einem Raubüberfall ums Leben kam, kehrte die Familie nach Gießen zurück. Dort besuchte Carlos Otto von 1845 bis 1855 ein Gymnasium und begann anschließend ein Studium der Kameralwissenschaften an der Universität Gießen, entschied sich dann aber stattdessen für Chemie und wurde darin 1858 promoviert. Danach besuchte er die Bergakademie Freiberg.

## Wirken
1860 trat Otto eine Stelle als Chemiker bei dem Unternehmen H. J. Vygen & Co. in (Duisburg-) Hochfeld an, das feuerfeste Steine für die Hüttenindustrie herstellte. Dort tat er sich durch die Einführung neuer Produkte hervor. 1862 übernahm er die technische Leitung und 1864 wurde er Prokurist.
1866 heiratete er in Hattingen Lina Hiby (1842–1887), eine Tochter des Landwirts und Gewerken Wilhelm Hiby (sen.). Mit ihr bekam er vier Töchter und zwei Söhne: Fritz (1876–1925) und Carl (1887–1970), die später ebenfalls im Kokereianlagenbau tätig waren.
Am 20. Juli 1872 gründete Otto zusammen mit vier weiteren Gesellschaftern, zu denen neben seinem Schwiegervater auch sein Schwager Wilhelm Hiby (jun.) gehörten, das Unternehmen Dr. C. Otto & Comp. in Dahlhausen (Ruhr) bei Hattingen, wobei er als alleinverantwortlicher Geschäftsführer auftrat. Das Unternehmen entwickelte sich bald zu einem bedeutenden Produzenten von feuerfesten Produkten. Es stellte bereits 1875 Steine aus Quarzit mit Kalkbindung (Silika-Steine) her. Während der Gründerkrise führte Otto 1876 neue Geschäftsfelder ein. Sein Unternehmen wurde weltweit im Koksofenbau führend. Ende des 19. Jahrhunderts war Dr. C. Otto & Comp. Deutschlands größter Produzent von Teer. Otto unterstützte die Schutzzollpolitik und versuchte, mit anderen Unternehmen Kartelle zu bilden. Er war Mitbegründer und Vorsitzender des Vereins deutscher Fabriken feuerfester Producte sowie Vorbereiter der Deutschen Ammoniak-Verkaufs-Vereinigung und der Deutschen-Teer-Verkaufs-Vereinigung, die später von seinem Nachfolger in der Geschäftsführung, Gustav Hilgenstock, gegründet und geleitet wurden. Er engagierte sich außerdem in verschiedenen Gremien in Dahlhausen, wo er unter anderem Gemeindevorsteher war. Otto war seit 1862 Mitglied des Vereins Deutscher Ingenieure (VDI); er gehörte zeitweilig dem Westfälischen Bezirksverein des VDI und bis zu seinem Tod dem VDI-Bezirksverein an der niederen Ruhr sowie dem Bochumer Bezirksverein an.
1897 starb Otto im rheinländischen Kurort Ahrweiler. Seine Grabstätte in (Bochum-) Linden steht seit 1996 unter Denkmalschutz.